# S-Box
S-Box (Substitution box) – podstawowa część algorytmu wielu współczesnych szyfrów, rodzaj „czarnej skrzynki” z wejściem, wyjściem i niewiadomą zawartością. Istota jego działania polega na podstawieniu określonego bitu (lub ciągu bitów) innym, w zależności od bitów: poprzedzającego i następującego. Wartości umieszczone w S-boksie mają krytyczny wpływ na bezpieczeństwo szyfru. Z tego powodu udział NSA w tworzeniu algorytmu DES, wywołał niepokój. Obawiano się, że w algorytmie został umieszczony backdoor, którego celem było istotne obniżenie bezpieczeństwa szyfru, w przypadku ataków prowadzonych przez NSA. Jak się później okazało, DES był jednym z niewielu szyfrów opartych na koncepcji S-boksów (dzięki odpowiedniemu ich zaprojektowaniu), który oparł się atakom z użyciem kryptoanalizy różnicowej.
Najbardziej znane szyfry wykorzystujące S-boksy to:
- DES
- 3DES
- AES
- FEAL
- Blowfish